# 佛滅日
佛滅日，是釋迦牟尼佛滅度之日，相傳為印度曆法吠舍佉月白半（Śukla-pakṣa）八日，即是華人農曆四月八日。上座部佛教謂是吠舍佉月白半十五日，即是華人農曆四月十五日。據說釋迦牟尼佛誕生、出家、成道、滅度都是同一日。

## 佛滅
相傳釋迦牟尼佛的滅度之日，是印度曆法吠舍佉月（梵語：Vaiśākha，巴利語：Vesākha、Visākhā，又譯薜舍佉、毘舍佉、陛舍佉、衛塞）白半八日。
吠舍佉月是印度曆法的二月，據玄奘所說，吠舍佉月白半八日，是對應至華人農曆的三月八日。印順法師據近代的年月對照，認為「二月吠舍佉，實為陰曆三月十六日到四月十五日」，採用傳統說法農曆的四月八日。因此佛經中說二月八日，是指印度曆法的日期，說四月八日，應當是譯者對照至華人農曆而制定。
若按南傳上座部義註所傳及玄奘之見聞，上座部是以吠舍佉月白半十五日為佛滅日，大乘佛教大般涅槃經亦載此日。南傳上座部的衛塞節，是佛誕日，亦是佛成道日、佛滅日，為泰國陰曆的六月十五日，緬曆格絨月十五日（約在西曆四月–五月），對應至華人農曆是四月十五日。若據玄奘，吠舍佉月白半十五日對應至華人農曆，是三月十五日。南傳上座部以頞沙荼月白半十五日（緬曆哇梭月十五日、泰國陰曆八月十五日）為轉法輪日。
又據大毘婆沙論及薩婆多律論，說一切有部是以迦剌底迦月（梵語：Kārtika，巴利語：Kattika）白半八日為佛滅日，和說一切有部的轉法輪日是同一日。迦剌底迦月是印度曆法八月，其白半八日，若據玄奘三藏說法則對應至華人農曆的九月八日。
西藏佛教以藏曆四月（薩嘎月）七日或十五日為佛陀誕辰，以十五日為佛陀成道及圓寂之日，稱為薩嘎達瓦日（藏語：ས་ག་ཟླ་བ་དུས་ཆེན， 威利轉寫：sa ga zla ba dus chen，發音：Saga Dawa Düchen），以藏曆六月四日為初轉法輪日（藏語： ཆོས་འཁོར་དུས་ཆེན， 威利轉寫：chos 'khor dus chen，發音：Chökhor Düchen）。

## 日本六曜
六曜是中國傳統曆法的一種注文，用以標示每日吉凶。後來傳至日本，於當地流行，有多種版本，後代通行的六曜暦注是：。六曜中的大凶日，稱作佛滅。

### 日本動畫
於六曜暦注佛滅大凶之日有關的動畫作品：
- 《名偵探柯南2005年TV版動畫》，「出現在佛滅之日的惡靈」。
- 《福星小子》，男主角「諸星當」出生於13日星期五的佛滅日。
- 《行運超人》，男主角「追手內洋一 / 永丸一洋黑」也是出生於13日星期五的佛滅日。
- 《佐賀偶像是傳奇》，已知七位女主角當中有六位都是佛滅日逝世或喪生。